# Fleurines
Als Fleurines bezeichnet man die natürlichen, mit vielen Spalten durchzogenen Gesteinshöhlen, die in der Produktion von Käsesorten genutzt werden. Kennzeichnend für Fleurines sind kaminähnliche Spalten und Risse, die ein ausgeklügeltes Belüftungssystem bilden. Mikroskopisch kleine Käsepartikel haben sich dort an den Höhlenwänden festgesetzt, die einen Nährboden für die Edelschimmelpilze und Hefen abgeben. Der durch die Fleurines wehende Wind trägt die Schimmelsporen mit sich.
Eine besondere Rolle spielen die Fleurines bei der Reifung des Roquefort und dem Bleu des Causses.